# Tangana asymmetrica
Tangana asymmetrica är en insektsart som beskrevs av Willy Adolf Theodor Ramme 1929. Tangana asymmetrica ingår i släktet Tangana och familjen gräshoppor. Inga underarter finns listade i Catalogue of Life.